# Hannes Heer
Hans Georg Heer, principalmente conocido como Hannes Heer (Wissen, Alemania nazi; 16 de marzo de 1941) es un historiador alemán, conocido principalmente por organizar la «Exposición de la Wehrmacht» (en alemán: Wehrmachtsausstellung) en la década de 1990. Si bien fue controvertida en ese momento, hoy en día se atribuye ampliamente como la exposición que abrió los ojos del público alemán a los crímenes de guerra cometidos por la Wehrmacht en el frente oriental durante la Segunda Guerra Mundial. Tras haber sido suspendida en 1999 para su revisión, la exposición reabrió en 2001 bajo el nombre de «Crímenes de la Wehrmacht alemana: dimensiones de una guerra de aniquilación 1941-1944». Dichas exposiciones fueron fundamentales para desacreditar el mito de la Wehrmacht inocente en Alemania.   

## Biografía

### Educación
Hannes Heer nació en Wissen, Provincia del Rin y estudió literatura e historia y aprobó su examen estatal en 1968 en la Universidad de Bonn. De 1970 a 1972 realizó estudios de posgrado en economía e historia económica en la Universidad de Bonn. Como estudiante, se convirtió en miembro del Sozialistischer Deutscher Studentenbund (SDS). Debido a sus actividades en la (SDS), no fue admitido en el servicio escolar. Trabajó como redactor de radio, en la década de 1970 y como profesor en la Universidad de Bremen, y de 1980 a 1985 como dramaturgo y director en la Deutsches Schauspielhaus en Hamburgo y el Städtische Bühnen en Colonia.

### Exposición de la Wehrmacht
En 1993, mientras trabajaba para el Instituto de Investigación Social de Hamburgo (HIS), se hizo conocido por la controversia causada por la Wehrmachtsausstellung (Exposición de la Wehrmacht) que se centró en los crímenes de guerra y las atrocidades cometidas por los alemanes durante la Segunda Guerra Mundial, especialmente en el Frente Oriental.
La exposición mostraba fotografías gráficas de crímenes de guerra cometidos por la Wehrmacht y entrevistó a quienes habían tomado parte en la guerra. La mayoría de los soldados que habían estado en la guerra reconocieron los crímenes, pero negaron su participación personal. Algunos ex soldados ofrecieron justificaciones al estilo nazi. El impacto de la exposición fue descrito como explosivo. El público alemán se había acostumbrado a ver «hechos atroces» pero únicamente con imágenes de campos de concentración, cometidos por miembros de las SS. La exposición mostró 1380 fotografías de la Wehrmacht cómplice de crímenes de guerra. Las fotos habían sido tomadas principalmente por los propios soldados, en el campo de batalla o en la retaguardia, lejos de los campos de concentración y las SS. Heer escribió: «Los creadores de estas fotografías están presentes en sus imágenes: risueños, triunfantes o profesionales» y «este lugar está, en mi opinión, en el centro de la Wehrmacht de Hitler, dentro del "'corazón de las tinieblas"». Heer sostiene que los crímenes de guerra fueron encubiertos por eruditos y ex soldados.
A pesar de la polémica y de las diversas controversias, o quizás gracias a ellas, la exposición se convirtió en un gran acontecimiento en Alemania, hasta el punto de ser objeto de un debate en el Bundestag el 13 de marzo de 1997, debate que fue más allá de las divisiones políticas y se desarrolló en un clima de consenso: «el teatro político conmemorativo se había detenido por un tiempo para dar paso a un colectivo trastornado, desgarrado y desconcertado».
Durante el último trimestre de 1999, cuando el éxito de la exposición es más que evidente y se espera una versión americana a corto plazo en Nueva York, dos historiadores uno polaco y el otro húngaro cuestionaron su rigor científico y pusieron en duda la veracidad de algunas de las fotografías presentadas: publicaron sus impresiones en dos revistas históricas especializadas y las hicieron llegar a la prensa general. Ya en 1995, el historiador militar Rolf-Dieter Müller, director científico de la Oficina de Investigación de Historia Militar de las Fuerzas Armadas de Alemania, afirmó que la exposición era deliberadamente engañosa. Ante los cuestionamiento, Jan Philipp Reemtsma (director del Instituto de Investigación Social de Hamburgo) interrumpió la exposición y obligó a que esta fuera sometida a una comisión independiente de historiadores para que examinara su contenido. Esta presentó su informe final en noviembre de 2000. En dicho informe si apunta a un uso descuidado de las fuentes fotográficas, consideraba sin embargo que las declaraciones fundamentales de la exposición eran precisas y recomiendaba que, sujeto a algunas correcciones, sobre todo en veinte fotografías consideradas falsificadas o subtituladas incorrectamente de las 1433 seleccionadas por los organizadores, se vuelva a presentar la exposición; también la consideraba significativa y necesaria, y afirmaba que «puede, en los años venideros, hacer una contribución esencial al desarrollo de la cultura política e histórica de la República Federal de Alemania».
A pesar del informe bastante favorable del comité, Jan Philipp Reemtsma decidió inaugurar una nueva y bastante revisada versión de la exposición, titulada Verbrechen der Wehrmacht. Dimensionen des Vernichtungskrieges 1941–1944. ("Crímenes de la Wehrmacht alemana: dimensiones de una guerra de aniquilación 1941-1944"). Inaugurada el 27 de noviembre de 2001 en Berlín y clausurada el marzo de 2004. Está exposición fue en gran parte, una versión muy edulcorada de la versión inicial y fue aclamada por el Frankfurter Allgemeine Zeitung como una exhibición de consenso. En esta versión que no provocó debate alguno, «la guerra de exterminio, el mayor crimen de Alemania, junto con el de exterminio de judíos europeos, volvió a ser tabú. Desde entonces, la calma ha vuelto al país».
Heer ya no participó en la nueva exposición Wehrmachtsausstellung porque no estaba de acuerdo con Jan Philipp Reemtsma en el concepto para la nueva versión. Herr fue miembro del Instituto de Investigación Social de Hamburgo hasta agosto de 2000. En 1997, recibió el premio Carl-von-Ossietzky-Medaille, por su trabajo en la exposición Wehrmachtsausstellung.

### Posteriores exposiciones y publicaciones
Desde que dejó HIS, Heer ha trabajado como escritor, editor, director y organizador de nuevas exposiciones independientes. Sus principales temas son la política del recuerdo y la construcción de la historia, en particular el que trata de la era nazi. En sus obras "Vom Verschorben der Täter" (2004) y "Hitler war's" (2005)  examinó la tendencia a presentar la historia del nacionalsocialismo como una historia de «actos sin perpetradores». Un enfoque actual de su trabajo es la investigación sobre el antisemitismo en la música. A partir de 2006, Heer investigó la expulsión y persecución de personal artístico y técnico en la Alemania nazi por motivos raciales y políticos como parte del proyecto de exposición «Silent Voices» utilizando los teatros de ópera de Hamburgo, Berlín, Stuttgart, Darmstadt y Dresde. También reconstruyó la historia de la difamación y marginación de los artistas judíos en el Festival de Bayreuth de 1876 a 1945 y recordó el destino de 51 personas perseguidas después de 1933. Doce de ellos fueron asesinados La exposición se ha mostrado en Green Hill en Bayreuth en 2012.

## Publicaciones
- Tote Zonen – Die deutsche Wehrmacht an der Ostfront, 1999, ISBN 3-930908-51-4
- Vom Verschwinden der Täter, 2004, ISBN 3-7466-8135-9
- Heer, Hannes; Manoschek, Walter; Pollak, Alexander; Wodak, Ruth (2008). The Discursive Construction of History: Remembering the Wehrmacht's War of Annihilation. New York: Palgrave Macmillan. ISBN 978-0-230-01323-0.
- Hitler war's. Die Befreiung der Deutschen von ihrer Vergangenheit, 2005, ISBN 3-351-02601-3
- Literatur und Erinnerung. Die Nazizeit als Familiengeheimnis, in: Zeitschrift für Geschichtswissenschaft, 53. Jg., Heft 9, September 2005, S. 809–835
- als Herausgeber: „Stets zu erschiessen sind Frauen, die in der Roten Armee dienen“: Geständnisse deutscher Kriegsgefangener über ihren Einsatz an der Ostfront, 1995, ISBN 3-930908-06-9
- In the heart of darkness. Victor Klemperer as a chronicler of the Nazi era. Aufbau-Verlag, Berlin 1997, ISBN 3-351-02456-8
- It was Hitler. The liberation of the Germans from their past. Aufbau-Verlag, Berlin 2005, ISBN 3-351-02601-3
- Hannes Heer; Klaus Naumann, eds. (2005). War of Extermination: The German Military In World War II. New York: Berghahn Books. ISBN 1-57181-232-6.